# Palpopleura portia
Palpopleura portia é uma espécie de libelinha da família Libellulidae.
Pode ser encontrada nos seguintes países: Angola, Botswana, Burkina Faso, República Centro-Africana, República Democrática do Congo, Costa do Marfim, Guiné Equatorial, Etiópia, Gâmbia, Quénia, Madagáscar, Malawi, Moçambique, Namíbia, Nigéria, Senegal, Somália, África do Sul, Sudão, Tanzânia, Togo, Uganda, Zâmbia, Zimbabwe e possivelmente no Burundi.
Os seus habitats naturais são: savanas áridas, savanas húmidas, matagal árido tropical ou subtropical, matagal húmido tropical ou subtropical, rios, rios intermitentes, áreas húmidas dominadas por vegetação arbustiva, pântanos, lagos de água doce, lagos intermitentes de água doce, marismas de água doce, marismas intermitentes de água doce e nascentes de água doce.